# Xylota rufiseta
Xylota rufiseta är en tvåvingeart som beskrevs av Heikki Hippa 1982. Xylota rufiseta ingår i släktet vedblomflugor, och familjen blomflugor.
Artens utbredningsområde är Myanmar. Inga underarter finns listade i Catalogue of Life.